# Mary Jane Watson
 For alternative betydninger, se Mary Jane. (Se også artikler, som begynder med Mary Jane)
Mary Jane Watson er en fiktiv birolle, som medvirker i tegneserien Spider-Man, publiceret af Marvel Comics. Figuren optræder i de fleste Spider-Man sammenhænge, som henholdsvis ven, kæreste og i visse fortsættelser som kone (som Mary Jane Watson-Parker) til hovedpersonen, Peter Parker. Skabt af Stan Lee og tegneren John Romita, Sr., efter et par mindre optrædener og referencer, medvirkede hun som fuldt og fast i The Amazing Spider-Man #42 (november 1966).
Hun er afbilledet som en smuk grønøjet rødhåret pige, og har næsten altid været primære kærlighed af Spider-Mans alter ego, Peter Parker, i hvert fald i de sidste 20 år, trods stor konkurrence fra Gwen Stacy og Black Cat. Mary Janes relative fortid kunne først opleves i Amazing Spider-Man #259 og var helt færdiggjort i Gerry Conways grafiske roman The Amazing Spider-Man: Parallel Lives (januar 1990).
I dag bliver Mary Jane set som en vigtig del i Spider-Man sammenhænge og har været portrætteret i de fleste slags underholdningskategorier. Hun har endda været hovedrollen i en del tegneserier og romaner, tilegnet unge piger. Skuespilleren Kirsten Dunst har spillet hende i de tre film i Spider-Man-trilogien.